# Lois McMaster Bujold
Lois McMaster Bujold, född 2 november 1949 i Columbus, Ohio, är en amerikansk fantasy- och science fiction-författare. Hon har vunnit både Hugo- och Nebulapriset flera gånger. 
Mest känd är hon för böcker där Miles Vorkosigan ingår. Dessa är löst sammankopplade och kan läsas på många sätt. En del föredrar att läsa dem i den ordning de utspelar sig, medan andra hellre läser dem i utgivningsordning, medan ytterligare andra har andra favoritsätt att läsa dem. Hon har ingen fast delgenre, utan blandar rymdoperor med mer jordnära berättelser.

## Priser, utmärkelser och utnämningar
1988 belönades hon med Nebulapriset för romanen Falling Free, 1989 för kortromanen The Mountains of Mourning och 2004 för romanen Paladin of Souls, vilken även tilldelades Hugopriset. 
Hugopriset för bästa roman fick också Mirror Dance 1995, Barrayar 1992 och The Vor Game 1991.
Romanerna The Curse of Chalion, A Civil Campaign och Memory var finalister till Hugopriset för bästa roman åren 2002, 2000 respektive 1997.